# Stefan Scarperi
Stefan Scarperi (Appiano sulla Strada del Vino) es un deportista italiano que compite en escalada. Ganó una medalla de bronce en el Campeonato Europeo de Escalada de 2015, en la prueba de bloques.

## Palmarés internacional
| Campeonato Europeo | Campeonato Europeo  | Campeonato Europeo | Campeonato Europeo |
| Año                | Lugar               | Medalla            | Prueba             |
| ------------------ | ------------------- | ------------------ | ------------------ |
| 2015               | Innsbruck (Austria) | Medalla de bronce  | Bloques            |